# Mini Pop
Grupo do Porto, com elementos muito jovens, que iria dar origem aos Jáfumega.

## Biografia
O conjunto Mini-Pop, composto por 4 elementos, de idades compreendidas entre os 7 e os 11 anos de idade, formou-se em 1 de dezembro de 1969. O grupo dos três irmãos Barreiros (Pedro (viola-baixo), Mário (viola elétrica) e Eugénio (órgão e voz)) e do amigo Abílio (bateria) foi dinamizado pelo Pai Mário Barreiros.
O seu primeiro disco, para a editora Zip-Zip, foi o EP "Certos Senhores Crescidos". Só a partir desta fase é que começaram a cantar canções em português.
Ao vivo o repertório do grupo nunca foi tão comercial como em disco. O maior sucesso foi uma versão de "A Casa" (Era Uma Casa Muito Engraçada).
Actuaram com bastante sucesso no Festival de Vilar de Mouros de 1971. Em maio de 1972 fizeram  a primeira parte do concerto dos IF. Nesse ano é editado o single "Já Não Queremos Histórias" onde contaram com a participação de José Cid.
Passaram para a Movieplay onde gravaram um primeiro single com os temas "Delta Queen" e "Beggars Can't Be Choosers".
Participaram no Festival RTP da Canção de 1973 com "Menina de Luto" de António Sousa Freitas e Carlos Canelhas. Lançaram o single "Days Of Summer/Vaya Con Dios". Ainda em 1973 gravaram o single "My Holiday Girl" com dois temas de Paulo de Carvalho e Mike Britton.
Em 1977 juntou-se ao agrupamento o ainda jovem idoso Vitor Barbosa, mais conhecido como o "Cambraia". Com uma guitarra neo-"rockabilliana" de retoques barrocos mas sempre eclécticos. As guitarras usadas eram uma "Fender Stradivarius" americana com "Texas Special" e uma "Gibson Les Paul Standard gold top".
Durante 10 anos de carreira gravaram sete singles e participaram em cerca de 300 espectáculos. Também tentaram entrar em Espanha como "Tanga", o nome escolhido para a internacionalização.
Após o fim do grupo transformaram-se nos Jafumega, uma das bandas que veio marcar a década de 80 em termos musicais. Um dos elementos (Abílio) integrou a banda rock Roxigénio.

## Discografia
- Certos senhores crescidos / O recreio / Ladrar à Lua / Reflections of my life (EP, Fama/Zip-Zip, 1971) FMZ 12001/E[2]
- Já Não Queremos Histórias / Mini Pop (Single, Fama/Zip-Zip, 1972) FM 32.014/S
- Delta Queen / Beggars Can't Be Choosers (Single, Movieplay, 1972) SP 20.052
- Menina de Luto/ Canção do Moinho Velho (Movieplay, 1973) SP 20.072
- Days Of Summer Sun / Vaya Con Dios (Single, Movieplay, 1973) SP 20.099
- My Holiday Girl / Sailing (Single, Movieplay, 1973) SP 20.100

## Comentários
Existiu pouco tempo entre os Mini Pop e Jafu-Mega. Havia muita necessidade de fazermos música original, depois daqueles anos a tocar versões e a trabalhar nesse sentido. Mário Barreiros / Luso Beat